# Rybaczki
Rybaczki (Cerylinae) – podrodzina ptaków z rodziny zimorodkowatych (Alcedinidae). 

## Występowanie
Podrodzina obejmuje gatunki występujące w Azji, Afryce i Ameryce.

## Systematyka
Podrodzina czasem podnoszona do rangi rodziny. Do podrodziny należą następujące rodzaje:
- Megaceryle Kaup, 1848
- Ceryle Boie, 1828 – jedynym przedstawicielem jest Ceryle rudis (Linnaeus, 1758) – rybaczek srokaty
- Chloroceryle Kaup, 1848